# Plošina Coconino
Plošina Coconino (anglicky Coconino Plateau) je náhorní plošina ve střední části Coconino County, na severu státu Arizona, ve Spojených státech amerických. Leží jižně od Velkého kaňonu a Národního parku Grand Canyon.
Je nejznámější z jižních plošin Velkého kaňonu. Geologicky je propojená se severní Kaibabskou plošinou. Právě v této klenbě začala řeka Colorado hloubit Velký kaňon. Nadmořská výška plošiny Coconino je 2 100 až 2 300 metrů.